# Heilig-Geist-Kirche (Iserlohn)

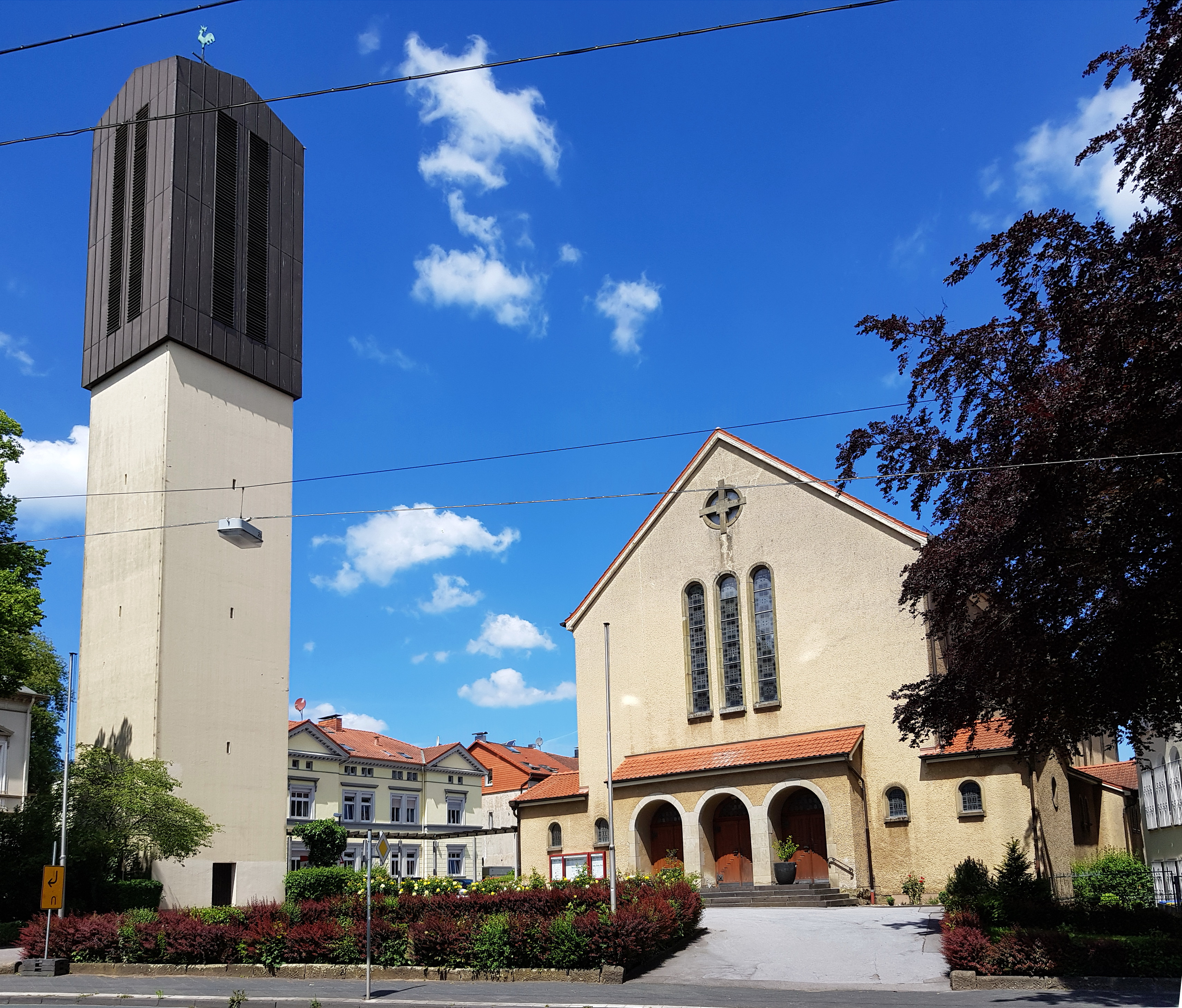
Heilig-Geist-Kirche

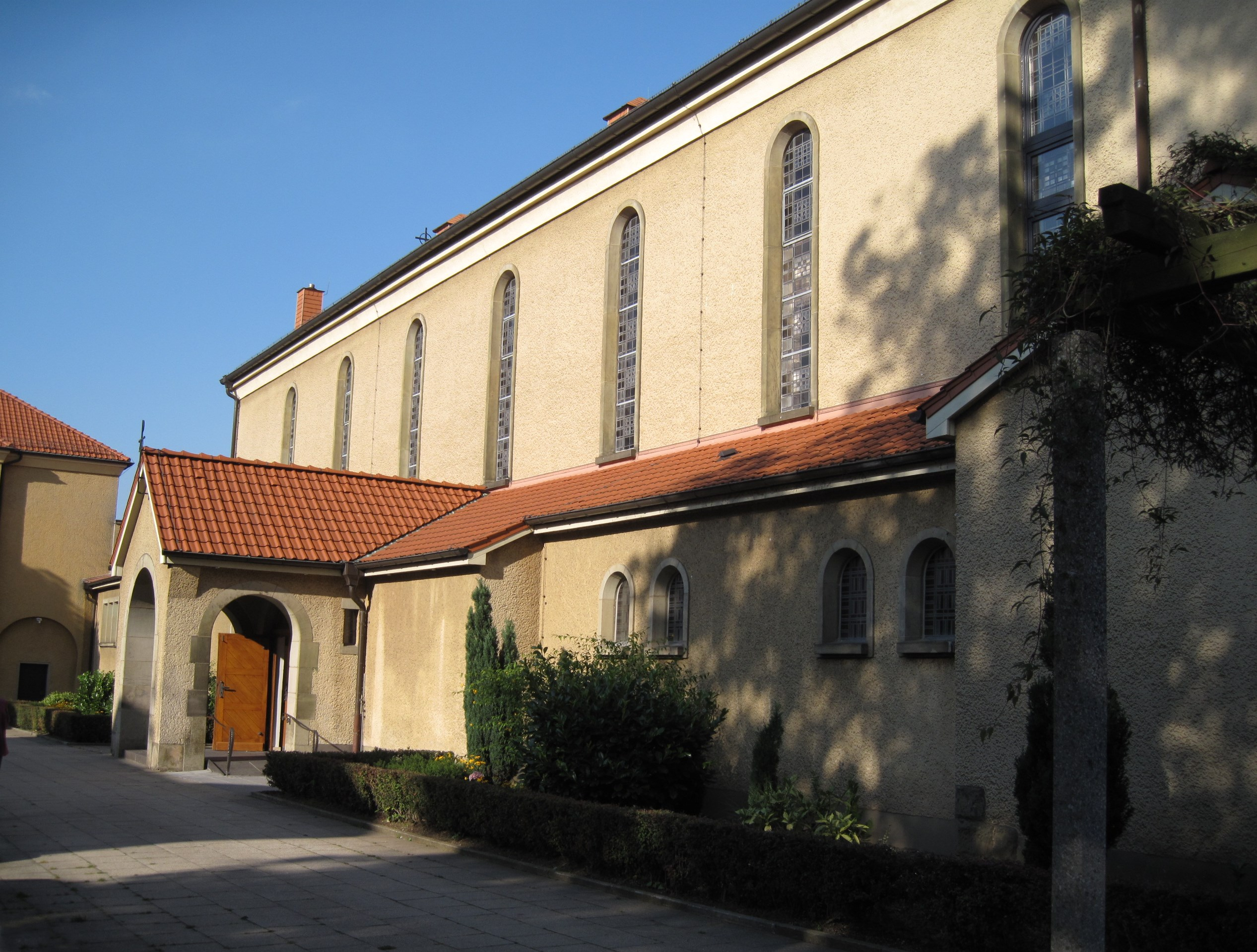
Ansicht von Westen

Die katholische Heilig-Geist-Kirche ist ein ortsbildprägendes Kirchengebäude in der Hans-Böckler-Straße 48 in Iserlohn, einer Stadt im Märkischen Kreis (Nordrhein-Westfalen). Die Kirchengemeinde gehört zum Pastoralverbund Iserlohn im Erzbistum Paderborn.

## Geschichte und Architektur
Die Kirche wurde von 1938 bis 1939 nach Plänen des Architekten Ludwig Braun errichtet. Ein schwerer quadratischer Turm war seitlich in den Giebel eingebaut. Das Fundament dieses Turmes war unzureichend und schadhaft und erforderte 1967 einen Totalabbruch. Im selben Jahr wurde nach Plänen von Heinrich Stiegemann ein separat als Kampanile ausgeführter Turm errichtet. Die Fassade des Kirchengebäudes wurde symmetrisch ergänzt und erhielt durch drei vorgezogene Bogenportale und drei schmale Rundbogenfenster eine sachliche Ausstrahlung.
Der um sechs Stufen erhöhte, eingezogene Chor ist von der Seite belichtet und von einem Satteldach gedeckt. Die mit Pultdächern ausgestatteten niedrigen Seiteneingänge besitzen zum großen Hallenraum hin rundbogige Arkaden. Der Innenraum ist durch Wandpfeiler in acht Joche unterteilt. Der Orgelraum ist wie der Chor eingezogen und ist mit einer Empore und Windfängen ausgestattet. Bemerkenswert ist das dreiteilige Pfingstfenster, es wurde 1940 von Otto Peters angefertigt.

## Ausstattung

### Orgel
Die Orgel wurde 1953 als Instrument mit elektropneumatischen Kegelladen gebaut, eine elektrisch angesteuerte Schleiflade und ein Rückpositiv wurden später ergänzt. Das Instrument mit einem Freipfeifenprospekt stand ursprünglich vor der Fensterfront auf der rückwärtigen Empore. Diese verschiedenen Ladensysteme und auch unterschiedliche Intonationsparameter erzeugten ein nicht homogenes Klangbild. In den Jahren vor 2011 traten Probleme mit der Windversorgung auf, da der Windmotor beschädigt war; er war nur noch eingeschränkt funktionstüchtig. Das verschmutzte Pfeifenwerk und erhebliche sonstige Beschädigungen und Verschleißerscheinungen erforderten Reparaturen. Die elektrischen Installationen waren beschädigt, der Kegelhub schlecht reguliert. Außerdem sollte der Kirchenraum neu gestaltet werden.
Die Orgelbaufirma Elmar Krawinkel & Sohn wurde mit der Restaurierung beauftragt und entwarf eine Umorganisation des Instrumentes. Bei der Neupositionierung der Teilwerke wurde das Pedalwerk tiefergestellt und in seiner vollen 16′-Länge übernommen. Das Schwellwerk befand sich vorher in der Nähe des Bodens, es wurde auf die Höhe des Hauptwerkes angehoben; die Klangabstrahlung wurde so verbessert und das Jalousiengehäuse wurde durch die Oktave 4′ des Hauptwerkes verdeckt. Die verloren gegangenen Teile der Gehäuseflächen wurden erneuert. Durch neue und zusätzliche Laufböden, Flächen und Gerüste wurde eine stabilere und sichere Wartung gewährleistet. Bei der abschließenden Neuintonation wurden mehrere Probetöne in Anpassung an die veränderte akustische Situation des neuen Innenraumes erarbeitet. Der Klang wurde erheblich verändert, das Instrument bekam eine größere Präsenz und eine bessere Charakterisierung der Klangflächen und -farben. Die Kernspaltenintonation aus einer Maßnahme in den 1970er Jahren wurde gemildert, im Bereich der Zungenstimmen wurde eine gute Entwicklung erzielt. Insgesamt wurde ein klanglicher Gewinn erreicht. Die Orgel hat folgende  Disposition:
| I Hauptwerk C–g3 |       |
| Rohrquintade     | 16′   |
| Prinzipal        | 08′   |
| Spillpfeife      | 08′   |
| Flötgedackt      | 08′   |
| Oktav            | 04′   |
| Offenflöte       | 04′   |
| Sesquialter III  | 2 ⁄3′ |
| Mixtur VI        | 02′   |
| Trompete         | 08′   |

| II Rückpositiv C–g3 |       |
| Singend Gedackt     | 08′   |
| Kupferpraestant     | 04′   |
| Nachthorn           | 02′   |
| Quinte              | 1 ⁄3′ |
| Rauschpfeife II     |       |
| Hellzimbel III      | 02⁄3′ |
| Krummhorn           | 08′   |

| III Schwellwerk C–g3 |     |
| Rohrbordun           | 16′ |
| Hornprinzipal        | 08′ |
| Harfpfeife           | 08′ |
| Rohrgedackt          | 08′ |
| Geigend Oktav        | 04′ |
| Blockflöte           | 04′ |
| Liebl. Prinzipal     | 02′ |
| Sifflöte             | 01′ |
| Scharff IV           | 01′ |
| Helle Trompete       | 08′ |

| Pedal C–f1    |     |
| Prinzipalbass | 16′ |
| Subbass       | 16′ |
| Echobass      | 16′ |
| Octavbass     | 08′ |
| Spitzgedackt  | 08′ |
| Choralbass    | 04′ |
| Koppelflöte   | 04′ |
| Schwiegel     | 02′ |
| Piffaro V     |     |
| Posaune       | 16′ |

### Sonstige Ausstattung
Einige Figuren aus Holz sowie das Gestühl mit geschnitzten Wangen sind noch aus der Bauzeit der Kirche erhalten. Eine neue liturgische Ausstattung wurde 1967 von Wilhelm Winkelmann angefertigt.